# Laguna de Catemaco
La laguna de Catemaco es el tercer cuerpo acuífero en extensión de México; sobre su ribera occidental se encuentra asentada la ciudad de Catemaco, perteneciente al estado de Veracruz. Pese al nombre de laguna, es en realidad un lago formado por erupciones volcánicas y alimentado por las lluvias torrenciales, propias del clima de bosque tropical que lo rodea, así como por decenas de arroyos, y varios ríos, incluyendo el río Cuetzalapan.
La Laguna de Catemaco es un destino turístico de elección para los visitantes mexicanos, y en los últimos años, ha comenzado a atraer también la atención del turismo internacional por sus aguas tranquilas aunque algo turbias, así como por la notable biodiversidad de la región.
La Laguna de Catemaco bordea a la Reserva de la biosfera de Los Tuxtlas. La laguna posee varias islas interiores, tales como la Isla de los Monos, la Isla Agaltepec y la Isla de las Garzas.

## Datos turísticos
En la margen de la laguna está Nanciyaga la cual, como referencia, fue escenario para la filmación del largometraje El Curandero de la Selva, protagonizado por Sean Connery. En 2006 se filmó también aquí la película Apocalypto dirigida por Mel Gibson.
Como dato curioso, en la Isla de los Monos existe una colonia de macacos tailandeses implantada allí hace unos años para estudios de la Universidad Veracruzana, y que se han aclimatado tan bien al medio lacustre (aprendiendo incluso a nadar para atrapar sustento), que ya son considerados por muchos como parte del paisaje natural de la laguna.